# Benzelstierna

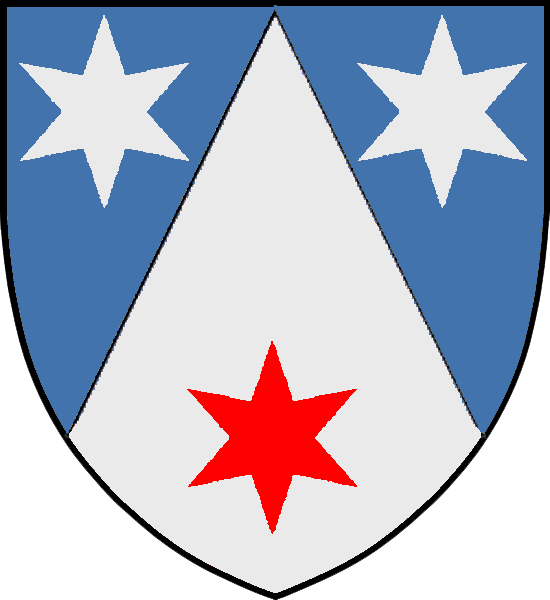
Wappen der Familie Benzelstierna

Benzelstierna ist eine Verzweigung des schwedischen Geschlechts Benzelius. Sie geht auf den schwedischen Theologen Erik Benzelius den Älteren (1632–1709) zurück, dessen Kinder 1719 in den erblichen Adel aufgenommen wurden. Die drei Söhne, die Geistliche waren, verzichteten auf den Adelstitel und behielten den Namen Benzelius. Die Söhne von Erzbischof Jakob Benzelius (1683–1747) sowie von Erzbischof Erik Benzelius dem Jüngeren (1675–1743) wurden jedoch 1747 bzw. 1751 ebenfalls unter dem Namen Benzelstierna in den Adelsstand erhoben, wobei der Theologe und spätere Bischof Carl Jesper Benzelius (1714–1793) wiederum den bürgerlichen Namen behielt.

## Namensträger

### Söhne von Erik Benzelius dem Älteren
- Lars Benzelstierna (Mineraloge) (1680–1755), Mineraloge und Landshövding
- Gustaf Benzelstierna (1687–1746), Bibliothekar
- Olof Benzelstierna, Richter am Svea hovrätt

### Söhne von Erik Benzelius dem Jüngeren
- Erik Benzelstierna (1700–1767), Beamter im Bergwesen

### Söhne von Jakob Benzelius
- Mattias Benzelstierna (1713–1791), Beamter

### Weitere Nachkommen
- Lars Benzelstierna (Bischof) (1719–1800), Bischof
- Lars Benzelstierna (Abenteurer) (1759–1808), Abenteurer
- Lars Jesper Benzelstierna (1808–1880), Fotograf